# Dru Hill
Dru Hill – grupa z USA wykonująca muzykę R&B, która zdobyła popularność dzięki wielu przebojom pod koniec lat 90. Członkami grupy są: Tamir „Nokio” Ruffin, Sisqó (Mark Andrews), Larry „Jazz” Anthony, James „Woody” Green i od 2002 Rufus „Scola” Waller.
Ich przebój „How deep is your Love” stał się wielkim przebojem.

## Członkowie
- Tamir „Nokio” Ruffin (od 1992)
- James „Woody” Green (1992–1999; 2002–2008)
- Sisqó, właśc. Mark Andrews (od 1992)
- Larry „Jazz” Anthony (od 1992)
- Rufus „Scola” Waller (2002–2007)
- Tao (od 2008)

## Dyskografia

### Albumy
| Rok  | Tytuł             | Najwyższa pozycja | Najwyższa pozycja | Najwyższa pozycja |
| Rok  | Tytuł             | DE                | US                | GB                |
| ---- | ----------------- | ----------------- | ----------------- | ----------------- |
| 1996 | Dru Hill          | 33                | 23                |                   |
| 1998 | Enter the Dru     | 19                | 2                 |                   |
| 2002 | Dru World Order   | -                 | 21                |                   |
| 2005 | Hits              | -                 | 72                |                   |
| 2008 | InDRUpendence Day | -                 | -                 | -                 |

### Single
| Rok  | Tytuł                                                     | Najwyższa pozycja | Najwyższa pozycja | Najwyższa pozycja | Album           |
| Rok  | Tytuł                                                     | DE                | US                | GB                | Album           |
| ---- | --------------------------------------------------------- | ----------------- | ----------------- | ----------------- | --------------- |
| 1996 | Tell Me                                                   | -                 | 18                | 30                | Dru Hill        |
| 1996 | In My Bed                                                 | 14                | 4                 | 16                | Dru Hill        |
| 1997 | Never Make A Promise                                      | -                 | 7                 | -                 | Dru Hill        |
| 1997 | 5 Steps                                                   | -                 | -                 | 22                | Dru Hill        |
| 1997 | We're Not Making Love No More                             | -                 | 13                | -                 |                 |
| 1998 | Big Bad Mamma (Foxy Brown feat. Dru Hill)                 | 30                | -                 | 12                |                 |
| 1998 | How Deep Is Your Love (feat. Redman)                      | 8                 | 3                 | 9                 | Enter The Dru   |
| 1999 | These Are The Times                                       | 46                | 21                | 4                 | Enter The Dru   |
| 1999 | Wild Wild West (Will Smith feat. Kool Moe Dee & Dru Hill) | 3                 | 1                 | 2                 |                 |
| 1999 | The Love We Had (Stays On My Mind)                        | -                 | -                 | -                 | Enter The Dru   |
| 1999 | You Are Everything                                        | -                 | 84                | -                 | Enter The Dru   |
| 1999 | Beauty                                                    | -                 | 79                | -                 | Enter The Dru   |
| 2002 | I Should Be…                                              | -                 | 25                | -                 | Dru World Order |
| 2003 | No Doubt (Work It)                                        | -                 | -                 | -                 | Dru World Order |
| 2003 | I Love You                                                | -                 | 77                | -                 | Dru World Order |